# Seznam ulic v Brně-Líšni
Seznam ulic v Brně-Líšni uvádí přehled ulic a veřejných prostranství na území městské části Brno-Líšeň, která je územně totožná s evidenční částí obce Líšeň a s katastrálním územím Líšeň.

## Seznam
| Název             | Pojmenováno po                            | Souřadnice                       | Obrázek | Commons                  | RÚIAN  | Mapy.cz        |
| ----------------- | ----------------------------------------- | -------------------------------- | ------- | ------------------------ | ------ | -------------- |
| Bartákova         | Oldřich Barták                            | 49°12′18″ s. š., 16°40′41″ v. d. |         |                          | 21083  | stre&id=78954  |
| Bačovského        | Karel Bačovský                            | 49°12′8″ s. š., 16°41′30″ v. d.  |         |                          | 21041  | stre&id=78950  |
| Bednaříkova       | Miloslav Bednařík                         | 49°12′36″ s. š., 16°41′14″ v. d. |         | Bednaříkova              | 33332  | stre&id=80173  |
| Belcrediho        | Egbert Belcredi                           | 49°12′13″ s. š., 16°41′39″ v. d. |         | Belcrediho               | 21920  | stre&id=79037  |
| Bodlákova         | Miloš Bodlák                              | 49°12′17″ s. š., 16°41′22″ v. d. |         |                          | 21466  | stre&id=78991  |
| Borkovcova        | Miroslav Borkovec                         | 49°11′55″ s. š., 16°41′54″ v. d. |         |                          | 660540 | stre&id=140055 |
| Breitcetlova      | Jindřich Breitcetl                        | 49°12′39″ s. š., 16°41′27″ v. d. |         |                          | 21776  | stre&id=79022  |
| Bukovského        | Stanislav Bukovský                        | 49°12′23″ s. š., 16°41′32″ v. d. |         |                          | 21954  | stre&id=79040  |
| Bylinková         | bylina                                    | 49°12′43″ s. š., 16°41′27″ v. d. |         |                          | 679071 | stre&id=141401 |
| Chmelnice         | chmel                                     | 49°12′41″ s. š., 16°41′35″ v. d. |         |                          | 22225  | stre&id=79067  |
| Drčkova           | Josef Drčka                               | 49°11′55″ s. š., 16°41′28″ v. d. |         | Drčkova                  | 660558 | stre&id=140056 |
| Elplova           | Eduard Elpl                               | 49°12′36″ s. š., 16°40′37″ v. d. |         | Elplova                  | 25437  | stre&id=79387  |
| Fučíkova          | Julius Fučík                              | 49°12′8″ s. š., 16°41′25″ v. d.  |         | Fučíkova (Brno)          | 23434  | stre&id=79187  |
| Goldova           | Jaroslav Boris Golda                      | 49°12′16″ s. š., 16°40′40″ v. d. |         |                          | 23680  | stre&id=79212  |
| Habří             |                                           | 49°12′55″ s. š., 16°41′41″ v. d. |         |                          | 36081  | stre&id=80448  |
| Herbenova         | Jan Herben                                | 49°12′11″ s. š., 16°41′12″ v. d. |         |                          | 23922  | stre&id=79236  |
| Heydukova         | Adolf Heyduk                              | 49°12′5″ s. š., 16°41′22″ v. d.  |         | Heydukova (Brno)         | 23949  | stre&id=79238  |
| Hochmanova        | Jaroslav Hochman                          | 49°12′42″ s. š., 16°41′8″ v. d.  |         |                          | 24104  | stre&id=79254  |
| Holzova           | Josef Holz                                | 49°11′44″ s. š., 16°41′49″ v. d. |         | Holzova (Brno)           | 24155  | stre&id=79259  |
| Horníkova         | Ladislav Horník                           | 49°12′44″ s. š., 16°40′47″ v. d. |         | Horníkova                | 24210  | stre&id=79265  |
| Horákovská        | Horákov                                   | 49°12′12″ s. š., 16°41′49″ v. d. |         | Horákovská (Brno)        | 24198  | stre&id=79263  |
| Houbalova         | Václav Houbal                             | 49°12′17″ s. š., 16°40′27″ v. d. |         | Houbalova                | 28843  | stre&id=79727  |
| Houbařská         | houbaření                                 | 49°12′48″ s. š., 16°41′30″ v. d. |         |                          | 679054 | stre&id=141400 |
| Hubrova           | Jan Hubr                                  | 49°12′22″ s. š., 16°40′45″ v. d. |         |                          | 24406  | stre&id=79284  |
| Hájkova           | Evžen Hájek                               | 49°12′19″ s. š., 16°40′43″ v. d. |         |                          | 23850  | stre&id=79229  |
| Hřbitovní         | hřbitov                                   | 49°12′14″ s. š., 16°41′32″ v. d. |         | Hřbitovní (Brno)         | 24392  | stre&id=79283  |
| Jablonského       | Boleslav Jablonský                        | 49°12′10″ s. š., 16°41′33″ v. d. |         |                          | 24546  | stre&id=79298  |
| Jateční           | jatka                                     | 49°12′8″ s. š., 16°42′47″ v. d.  |         |                          | 24741  | stre&id=79318  |
| Jedovnická        | Jedovnice                                 | 49°12′43″ s. š., 16°40′27″ v. d. |         | Jedovnická               | 36153  | stre&id=80455  |
| Ječmínkova        | Ječmínek                                  | 49°13′0″ s. š., 16°42′15″ v. d.  |         |                          | 679151 | stre&id=141405 |
| Josefy Faimonové  | Josefa Faimonová                          | 49°12′17″ s. š., 16°40′51″ v. d. |         |                          | 25071  | stre&id=79351  |
| Jírova            | Karel Jíra                                | 49°12′33″ s. š., 16°41′8″ v. d.  |         | Jírova (Brno)            | 25046  | stre&id=79348  |
| Karolíny Světlé   | Karolina Světlá                           | 49°12′9″ s. š., 16°41′29″ v. d.  |         | Karolíny Světlé (Brno)   | 25445  | stre&id=79388  |
| Klajdovská        | Velká Klajdovka                           | 49°12′34″ s. š., 16°41′31″ v. d. |         |                          | 25534  | stre&id=79397  |
| Klicperova        | Václav Kliment Klicpera                   | 49°12′14″ s. š., 16°41′17″ v. d. |         | Klicperova (Brno)        | 25593  | stre&id=79403  |
| Kniesova          | Jan Knies                                 | 49°12′41″ s. š., 16°42′4″ v. d.  |         |                          | 25721  | stre&id=79416  |
| Kocourkova        | Ladislav Kocourek                         | 49°12′18″ s. š., 16°41′13″ v. d. |         |                          | 25763  | stre&id=79420  |
| Konradova         | Kurt Konrad                               | 49°12′28″ s. š., 16°41′2″ v. d.  |         |                          | 25968  | stre&id=79440  |
| Kostelíček        | kaple Panny Marie Pomocnice               | 49°12′44″ s. š., 16°42′2″ v. d.  |         | Kostelíček (Brno)        | 26069  | stre&id=79450  |
| Kosíkova          | Antonín Kosík                             | 49°12′37″ s. š., 16°41′25″ v. d. |         |                          | 26042  | stre&id=79448  |
| Kotlanova         | Karel Kotlan                              | 49°12′42″ s. š., 16°40′46″ v. d. |         | Kotlanova                | 21709  | stre&id=79015  |
| Kotulánova        | Eduard Kotulan                            | 49°12′19″ s. š., 16°41′27″ v. d. |         |                          | 26140  | stre&id=79458  |
| Koutného          | Tomáš Koutný Josef Koutný                 | 49°12′23″ s. š., 16°40′47″ v. d. |         |                          | 26166  | stre&id=79460  |
| Krameriova        | Václav Matěj Kramerius                    | 49°12′35″ s. š., 16°41′34″ v. d. |         |                          | 26271  | stre&id=79472  |
| Kubelíkova        | Jan Kubelík                               | 49°12′44″ s. š., 16°41′41″ v. d. |         |                          | 26603  | stre&id=79505  |
| Kubíkova          | Jan Kubík                                 | 49°12′14″ s. š., 16°41′1″ v. d.  |         | Kubíkova (Brno)          | 26620  | stre&id=79507  |
| Kučerova          | František Kučera                          | 49°12′9″ s. š., 16°41′43″ v. d.  |         | Kučerova (Brno)          | 26646  | stre&id=79509  |
| Křtinská          | Křtiny                                    | 49°11′57″ s. š., 16°39′47″ v. d. |         | Křtinská (Brno)          | 26573  | stre&id=79502  |
| Leskauerova       | Jindřich Leskauer                         | 49°12′1″ s. š., 16°41′53″ v. d.  |         |                          | 660566 | stre&id=140057 |
| Letecká           | československý protinacistický odboj      | 49°11′56″ s. š., 16°41′48″ v. d. |         | Letecká (Brno)           | 679119 | stre&id=141403 |
| Líšeňská          | Líšeň                                     | 49°11′47″ s. š., 16°39′18″ v. d. |         | Líšeňská (Brno)          | 27111  | stre&id=79556  |
| Macháčkova        | Václav Macháček                           | 49°12′25″ s. š., 16°42′6″ v. d.  |         |                          | 27294  | stre&id=79574  |
| Malečkova         | Ferdinand Maleček                         | 49°11′5″ s. š., 16°41′35″ v. d.  |         |                          | 27341  | stre&id=79579  |
| Mariánské údolí   | Mariánské údolí                           | 49°12′28″ s. š., 16°42′58″ v. d. |         |                          | 36285  |                |
| Markovičova       | Ivan Markovič                             | 49°12′43″ s. š., 16°41′37″ v. d. |         |                          | 27502  | stre&id=79595  |
| Martina Kříže     | Martin Kříž                               | 49°12′35″ s. š., 16°41′38″ v. d. |         |                          | 27529  | stre&id=79597  |
| Masarova          | Stanislav Masar                           | 49°12′22″ s. š., 16°40′29″ v. d. |         | Masarova                 | 27588  | stre&id=79603  |
| Mařákova          | Julius Mařák                              | 49°12′5″ s. š., 16°41′6″ v. d.   |         | Mařákova (Brno)          | 27561  | stre&id=79601  |
| Metoděje Hoška    | Metoděj Hošek                             | 49°11′48″ s. š., 16°41′51″ v. d. |         |                          | 772348 | stre&id=150436 |
| Mezicestí         | umístění                                  | 49°12′4″ s. š., 16°41′1″ v. d.   |         |                          | 27855  | stre&id=79630  |
| Michalova         | Josef Michal                              | 49°12′26″ s. š., 16°40′53″ v. d. |         | Michalova (Brno)         | 27910  | stre&id=79636  |
| Mifkova           | Josef Mifek                               | 49°12′25″ s. š., 16°41′27″ v. d. |         | Mifkova                  | 27928  | stre&id=79637  |
| Molákova          | Josef Molák                               | 49°12′46″ s. š., 16°41′5″ v. d.  |         | Molákova (Brno)          | 28100  | stre&id=79654  |
| Nad lomem         | Etážový lom                               | 49°12′55″ s. š., 16°40′53″ v. d. |         | Nad lomem (Brno)         | 28550  | stre&id=79698  |
| Neklež            |                                           | 49°12′6″ s. š., 16°40′54″ v. d.  |         |                          | 28711  | stre&id=79714  |
| Nešverova         | Josef Nešvera                             | 49°12′11″ s. š., 16°41′7″ v. d.  |         |                          | 28738  | stre&id=79716  |
| Nivky             |                                           | 49°12′9″ s. š., 16°41′ v. d.     |         | Nivky (Brno)             | 28819  | stre&id=79724  |
| Novolíšeňská      | Líšeň                                     | 49°12′22″ s. š., 16°40′57″ v. d. |         | Novolíšeňská             | 36447  | stre&id=80483  |
| Obecká            | Obce                                      | 49°12′49″ s. š., 16°42′8″ v. d.  |         | Obecká                   | 28932  | stre&id=79736  |
| Ochozská          | Ochoz u Brna                              | 49°12′14″ s. š., 16°41′11″ v. d. |         | Ochozská (Brno)          | 28991  | stre&id=79742  |
| Ondráčkova        | Jaroslav Ondráček                         | 49°12′21″ s. š., 16°42′18″ v. d. |         | Ondráčkova (Brno)        | 29076  | stre&id=79750  |
| Otiskova          | Josef Otisk                               | 49°11′59″ s. š., 16°41′49″ v. d. |         |                          | 660574 | stre&id=140058 |
| Pod cestou        | umístění                                  | 49°12′53″ s. š., 16°42′16″ v. d. |         |                          | 36617  | stre&id=80500  |
| Podbělová         | podběl                                    | 49°12′51″ s. š., 16°41′5″ v. d.  |         | Podbělová (Brno)         | 679097 | stre&id=141402 |
| Podhorní          | Kostelíček                                | 49°12′29″ s. š., 16°41′57″ v. d. |         |                          | 29815  | stre&id=79823  |
| Podlesná          | Kostelíček                                | 49°12′47″ s. š., 16°42′14″ v. d. |         |                          | 36676  | stre&id=80506  |
| Podolská          | Podolí                                    | 49°12′ s. š., 16°42′59″ v. d.    |         | Podolská (Brno)          | 29874  | stre&id=79829  |
| Podruhova         | Tomáš Podruh                              | 49°12′37″ s. š., 16°40′29″ v. d. |         |                          | 660582 | stre&id=140059 |
| Pohankova         | František Pohanka                         | 49°12′20″ s. š., 16°41′46″ v. d. |         | Pohankova (Brno)         | 29963  | stre&id=79838  |
| Poledníkova       | Jaroslav Poledník                         | 49°12′14″ s. š., 16°41′43″ v. d. |         | Poledníkova              | 29980  | stre&id=79840  |
| Poláčkova         | František Poláček                         | 49°12′39″ s. š., 16°40′40″ v. d. |         | Poláčkova (Brno)         | 32956  | stre&id=80136  |
| Popelákova        | Jan Popelák                               | 49°12′27″ s. š., 16°41′19″ v. d. |         |                          | 30040  | stre&id=79846  |
| Poslušného        |                                           | 49°11′59″ s. š., 16°41′46″ v. d. |         | Poslušného               | 660591 | stre&id=140060 |
| Prokopa Velikého  | Prokop Holý                               | 49°12′2″ s. š., 16°41′3″ v. d.   |         | Prokopa Velikého (Brno)  | 30279  | stre&id=79869  |
| Puchýřova         | Vincenc Puchýř                            | 49°12′31″ s. š., 16°41′23″ v. d. |         |                          | 30571  | stre&id=79899  |
| Rašelinová        | rašelina                                  | 49°12′18″ s. š., 16°41′11″ v. d. |         | Rašelinová (Brno)        | 30694  | stre&id=79911  |
| Richarda Knose    | Richard Knos                              | 49°12′21″ s. š., 16°41′21″ v. d. |         |                          | 30813  | stre&id=79923  |
| Rotreklova        | František Rotrekl                         | 49°12′25″ s. š., 16°41′2″ v. d.  |         | Rotreklova               | 30961  | stre&id=79938  |
| Rovnoběžná        |                                           | 49°12′52″ s. š., 16°40′56″ v. d. |         |                          | 32727  | stre&id=80113  |
| Salajní           | uhličitan draselný                        | 49°12′35″ s. š., 16°41′43″ v. d. |         |                          | 31330  | stre&id=79974  |
| Samoty            | samota                                    | 49°12′53″ s. š., 16°41′54″ v. d. |         |                          | 31348  | stre&id=79975  |
| Scheinerova       | Josef Scheiner                            | 49°12′7″ s. š., 16°41′4″ v. d.   |         | Scheinerova (Brno)       | 31364  | stre&id=79977  |
| Sedláčkova        | Stanislav Sedláček                        | 49°12′11″ s. š., 16°40′10″ v. d. |         | Sedláčkova (Brno)        | 36773  | stre&id=80516  |
| Slavomírova       | Slavomír                                  | 49°12′51″ s. š., 16°41′50″ v. d. |         |                          | 679178 | stre&id=141406 |
| Slíny             | slina                                     | 49°12′9″ s. š., 16°41′ v. d.     |         |                          | 31763  | stre&id=80017  |
| Staré zámky       |                                           | 49°12′55″ s. š., 16°42′14″ v. d. |         |                          | 32182  | stre&id=80059  |
| Strnadova         | Antonín Strnad                            | 49°12′15″ s. š., 16°40′11″ v. d. |         | Strnadova (Brno)         | 32298  | stre&id=80070  |
| Střelnice         | střelnice                                 | 49°12′51″ s. š., 16°41′39″ v. d. |         |                          | 32344  | stre&id=80075  |
| Svánovského       | Rudolf Svánovský                          | 49°12′36″ s. š., 16°41′20″ v. d. |         | Svánovského              | 32476  | stre&id=80088  |
| Synkova           | Viktor Synek                              | 49°12′27″ s. š., 16°40′34″ v. d. |         | Synkova (Brno)           | 32557  | stre&id=80096  |
| Trnkova           | Jaroslav Trnka                            | 49°11′40″ s. š., 16°40′26″ v. d. |         | Trnkova (Brno)           | 33421  | stre&id=80182  |
| Vavákova          | František Jan Vavák                       | 49°12′12″ s. š., 16°41′37″ v. d. |         | Vavákova (Brno)          | 34291  | stre&id=80269  |
| Velatická         | Velatice                                  | 49°12′12″ s. š., 16°42′30″ v. d. |         | Velatická (Brno)         | 34401  | stre&id=80280  |
| Velká Klajdovka   | Velká Klajdovka                           | 49°12′54″ s. š., 16°40′58″ v. d. |         |                          | 37150  | stre&id=80554  |
| Vlkova            | Rudolf Vlk                                | 49°12′16″ s. š., 16°40′3″ v. d.  |         | Vlkova (Brno)            | 34665  | stre&id=80306  |
| Wintrova          | Zikmund Winter                            | 49°12′22″ s. š., 16°41′27″ v. d. |         |                          | 35181  | stre&id=80358  |
| Za klášterem      | bývalý klášter boromejek v Brně-Líšni     | 49°12′29″ s. š., 16°41′35″ v. d. |         |                          | 36927  | stre&id=80531  |
| Zahradní          | zahrada                                   | 49°12′32″ s. š., 16°41′47″ v. d. |         | Zahradní (Brno)          | 35301  | stre&id=80370  |
| Zaoralova         | Vladimír Zaoral                           | 49°11′53″ s. š., 16°40′43″ v. d. |         |                          | 660612 | stre&id=140062 |
| Zikova            | Jan Zika                                  | 49°12′31″ s. š., 16°40′37″ v. d. |         | Zikova (Brno)            | 35670  | stre&id=80407  |
| Zlámanky          |                                           | 49°12′10″ s. š., 16°42′43″ v. d. |         |                          | 35718  | stre&id=80411  |
| Záleského         | Jan Záleský                               | 49°12′52″ s. š., 16°42′13″ v. d. |         |                          | 35432  | stre&id=80383  |
| bratří Pelíšků    | Jan Pelíšek Josef Pelíšek                 | 49°12′5″ s. š., 16°41′44″ v. d.  |         |                          | 21733  | stre&id=79018  |
| bratří Sapáků     | Jarolím Sapák František Sapák Jakub Sapák | 49°12′4″ s. š., 16°40′17″ v. d.  |         |                          | 660604 | stre&id=140061 |
| bratří Šmardů     | Jan Šmarda František Šmarda               | 49°11′54″ s. š., 16°41′51″ v. d. |         |                          | 679259 | stre&id=141410 |
| náměstí Karla IV. | Karel IV. Lucemburský                     | 49°12′22″ s. š., 16°41′41″ v. d. |         | Náměstí Karla IV. (Brno) | 28452  | stre&id=79689  |
| Úlehlova          | Vladimír Úlehla                           | 49°11′44″ s. š., 16°40′17″ v. d. |         |                          | 679216 | stre&id=141408 |
| Říčky             | Říčka                                     | 49°13′14″ s. š., 16°43′2″ v. d.  |         |                          | 36765  | stre&id=80515  |
| Ševelova          | Martin Ševela                             | 49°12′23″ s. š., 16°40′49″ v. d. |         |                          | 32689  | stre&id=80109  |
| Šilarova          | František Šilar                           | 49°12′11″ s. š., 16°41′15″ v. d. |         |                          | 32701  | stre&id=80111  |
| Šimáčkova         | Matěj Anastasia Šimáček                   | 49°12′49″ s. š., 16°42′ v. d.    |         | Šimáčkova (Brno)         | 32719  | stre&id=80112  |
| Štefáčkova        | Antonín Štefáček                          | 49°12′17″ s. š., 16°40′17″ v. d. |         |                          | 32921  | stre&id=80133  |
| Štítného          | Tomáš Štítný ze Štítného                  | 49°12′38″ s. š., 16°41′38″ v. d. |         |                          | 32964  | stre&id=80137  |